# Fernando Alejandre Martínez
Fernando Alejandre Martínez (Madrid, 1956) es un militar español del Ejército de Tierra, con empleo de general de ejército, que ocupó la jefatura del Estado Mayor de la Defensa desde su nombramiento el 24 de marzo de 2017 hasta su cese el 15 de enero de 2020, fecha en la que se produjo su pase a la reserva.
Tras su pase a la reserva, forma parte de la Asamblea de la Real y Militar Orden de San Hermenegildo desde febrero de 2020 y es el vicepresidente de la Fundación Arte e Historia Ferrer-Dalmau desde el 30 de junio de 2021.

## Biografía
Nacido en Madrid, en 1956, cursó estudios militares en la Academia General Militar de Zaragoza donde ingresó en 1974 y en la Academia de Ingenieros entonces ubicada en Burgos, pertenece a la promoción XXXIV y obtuvo el empleo de teniente de Ingenieros en 1979. 
Procedente de una familia de tradición militar, está casado y es padre de tres hijos (dos de ellos oficiales de Infantería del Ejército de Tierra).

## Trayectoria
Comenzó su carrera militar prestando servicios en el Batallón Mixto de Ingenieros Paracaidistas del Ejército de Tierra. 
Estuvo durante más de cinco años seguidos al frente de la Compañía de Zapadores Paracaidistas. En 1991, fue destacado como oficial de enlace de la Agrupación Alcalá a la base turca de Incirlik para organizar la llegada del contingente español que desplegó en misión de interposición en la zona de Zakho, Irak al finalizar la primera Guerra del Golfo. 
Tras hacer el curso de Estado Mayor, y ya convertido en oficial de Estado Mayor, regresó a la Brigada Paracaidista, desde la cual y en 1994, fue enviado de nuevo a una operación en el exterior al recibir el mando de la Sección de Ingenieros de la Agrupación Táctica Española desplegada en Bosnia y Herzegovina. Tras su regreso de la Operación pasó destinado a la Escuela de Guerra del Ejército (en aquel momento Escuela de Estado Mayor) para impartir clases de táctica y desde allí, meses después, fue destinado como Adjunto al Agregado Militar en Washington DC durante un período de tres años.
Después de recibir el empleo de teniente coronel, ocupó la jefatura de Estado Mayor del Mando de Ingenieros del Ejército de Tierra y, como oficial del Estado Mayor, fue destinado al Centro de Operaciones Terrestres de la División de Operaciones del Estado Mayor del Ejército de Tierra. Durante 2003, ocupó la dirección del Centro de Operaciones Conjuntas de KFOR en la base ‘Film City’, situada en Pristina.
Posteriormente estuvo al frente de la Sección de Operaciones del Cuartel General de la Fuerza de Acción Rápida. 
Ascendido a coronel, recibió el mando del Regimiento de Pontoneros y Especialidades de Ingenieros número 12, con acuartelamiento en la ciudad de Zaragoza, antes de ser designado asesor militar en el Ministerio de Asuntos Exteriores en la época en que Miguel Ángel Moratinos fue titular de este departamento. 

### Generalato
En el año 2010, promovido a general de brigada, fue nombrado jefe de la División de Operaciones del Estado Mayor del Ejército de Tierra. Dos años después, ya como general de división, fue enviado al Cuartel General Supremo de las Potencias Aliadas en Europa de la OTAN como segundo jefe de Estado Mayor para Recursos. 
En octubre de 2015, ascendido a teniente general, fue destinado a la base de Brunssum (Países Bajos) como segundo jefe del Mando de la Fuerza Conjunta de la OTAN. Este cargo era el de mayor rango de la OTAN ocupado por un militar español en aquel momento. Cesó en este destino el 24 de marzo de 2017, al anunciarse que sería designado jefe del Estado Mayor de la Defensa (JEMAD).

#### JEMAD
El 24 de marzo de 2017 el general de ejército Alejandre fue nombrado jefe de Estado Mayor de la Defensa, comandante de la estructura operativa de las Fuerzas Armadas y, por tanto, el máximo mando militar en el escalafón en España, pasando a tener mientras se encuentre en el cargo la consideración de más antiguo en su empleo, el cual comparte (con diferentes denominaciones) con los jefes de Estado Mayor de los ejércitos y de la Armada. Tomó posesión de este cargo el 28 de marzo de 2017.
Se mantuvo en el cargo durante el final del segundo Gobierno de Mariano Rajoy y el primer Gobierno de Pedro Sánchez, siendo cesado por la ministra de Defensa Margarita Robles el 15 de enero de 2020, pasando a la reserva y siendo relevado por el general del aire Miguel Ángel Villarroya Vilalta.

## Tras su pase a la reserva
Tras su pase a la reserva, fue nombrado por S.M. el Rey de España vocal en la Asamblea de la Real y Militar Orden de San Hermenegildo. Desde junio de 2021 es el vicepresidente de la Fundación Ferrer-Dalmau cuyo proyecto de construcción de un monumento en homenaje a Los Tercios encabeza.
En 2022 se publicó su obra «Rey servido y patria honrada» reflexión sobre la defensa nacional y sus problemas escrita a la luz de su experiencia de más de 46 años de servicio y que generaron cierta repercusión política y social.

## Condecoraciones
- Comendador de número de la Real Orden de Isabel la Católica (2010).
- Gran Cruz al Mérito Militar distintivo blanco (2011).[20]
- Gran Cruz de la Real y Militar Orden de San Hermenegildo (2010).[21]
- Gran Cruz de la Orden del Mérito de la Guardia Civil (2017).[22][23]
- Cruz al Mérito Militar. distintivo blanco (7 veces).
- Cruz de Plata de la Orden del Mérito de la Guardia Civil.
- Placa de la Real y Militar Orden de San Hermenegildo.
- Encomienda de la Real y Militar Orden de San Hermenegildo.
- Cruz de la Real y Militar Orden de San Hermenegildo.
- Medalla de Sufrimientos por la Patria. (Heridos o Lesionados en Tiempo de Paz)
- Medalla OTAN. (Fuerza de Kosovo) ( OTAN)
- Medalla OTAN. (Operaciones No-Artículo 5 en los Balcanes) ( OTAN)
- Premio Serge Lazareff.[24] ( OTAN)
- Medalla UNPROFOR. ( ONU)
- Gran Cruz de la Orden del Mérito Militar.[25] ( Portugal)
- Comendador de la Legión al Mérito.[26] ( EEUU)
- Comendador de la Legión de Honor.[27] ( Francia)
- Medalla del Servicio Meritorio.[28] ( EEUU)

## Distintivos
- Distintivo ("rokiski") del Curso Básico de Paracaismo y del Curso de Paracaidismo para mandos (España).
- Distintivo de Función del Estado Mayor de la Defensa (España).
- Distintivo de Permanencia en Fuerzas Paracaidistas del Ejército de Tierra (España).
- Distintivo de Permanencia en el Estado Mayor del Ejército de Tierra (España).
- Distintivo Básico de Paracaidista del Ejército (Estados Unidos).
- Distintivo de la Academia de Ingenieros del Ejército EE. UU. (Estados Unidos).
- Distintivo del Cuartel General Militar Aliado en Europa (OTAN).
- Distintivo del Cuartel del Mando de la Fuerza Conjunta de la OTAN en Brunssum.
- Distintivo de 125 lanzamientos desde avión.
- Distintivo de buceador elemental de la Armada, buceador de asalto del Ejército de Tierra y zapador anfibio

| Predecesor: Fernando García Sánchez | Jefe de Estado Mayor de la Defensa 24 de marzo de 2017-15 de enero de 2020                  | Sucesor: Miguel Ángel Villarroya Vilalta |
| Predecesor: Cargo de nueva creación | Vicepresidente de la Fundación Arte e Historia Ferrer-Dalmau 30 de junio de 2021-actualidad | Sucesor: En el cargo                     |